# Ramon Coll i Rodés
|  | Per a altres significats, vegeu «Ramon Coll». |

Ramon Coll i Rodés (Lloret de Mar, Selva 1883 - Barcelona, juliol de 1948) fou un advocat i polític català. Des de jove es dedicà a l'estudi del dret català i al seu ensenyament. Fou ponent de divisió territorial universitària al Primer Congrés Universitari Català de 1903. El 1904 fou secretari de la Federació Escolar Catalana i més tard director de l'Escola d'Administració Pública de Catalunya de la Mancomunitat de Catalunya.
El 1917 fou president de l'Acadèmia de Jurisprudència i Legislació de Catalunya i va mantenir contactes amb el Comitè Pro Catalunya, i com a militant de la Lliga Regionalista, fou regidor de l'Ajuntament de Barcelona i diputat provincial. També fou membre de la comissió compiladora del dret català el 1930 i el 1947, de la Comissió Jurídica Assessora de la Generalitat de Catalunya el 1933 i intervingué activament en les discussions de l'estatut de Núria i de la llei de Contractes de Conreu de 1934. El 1932 fou nomenat catedràtic de dret civil català a la Universitat de Barcelona i el 1935 alcalde de Barcelona. En acabar la guerra civil espanyola es retirà de la vida pública.

## Obres
- De la successió dels impúbers segons el dret català (1910)
- Exposición elevada al Excmo. Sr. Ministro de Gracia y Justicia el 25-V-1916 en solicitud de reformas de orden procesal que autoricen el uso de los idiomas regionales ante los tribunales de justicia (1916)
- La restauració del dret català (1932).